# Peter Emil Isler
Peter Emil Isler (* 31. Januar 1851 in Wohlen; † 10. März 1936 in Lugano; heimatberechtigt in Wohlen AG) war ein Schweizer Politiker (FDP). Von 1884 bis 1890 war er Nationalrat, anschliessend vertrat er den Kanton Aargau bis 1932 im Ständerat. Er war einer der Mitbegründer der Aargauischen Kantonalbank und gehörte dem Verwaltungsrat und dem Vorstand zahlreicher Unternehmen an. Isler zählt zu den bedeutendsten Aargauer Politikern des frühen 20. Jahrhunderts.

## Biografie
Isler entstammte einer einflussreichen Industriellenfamilie der Strohgeflecht-Branche, deren Zentrum in Wohlen lag. Sein Urgrossvater Jacob Isler (1758–1837) gilt als Pionier des internationalen Handels mit Strohhüten und -geflechten, sein Vater Jakob Isler (1809–1862) gehörte kurze Zeit dem Nationalrat und dem Ständerat an. Nachdem er die Kantonsschule Aarau abgeschlossen hatte, strebte Peter Emil Isler nicht danach, das Familienunternehmen zu führen. Stattdessen studierte er von 1869 bis 1872 Recht an den Universitäten Lausanne, Heidelberg und Göttingen. 1873 eröffnete er in Wohlen eine Anwaltspraxis, die er 1891 zusammen mit seinem Wohnsitz nach Aarau verlegte.
1880 wurde Isler erstmals in den Grossen Rat gewählt, dem er bis 1925 angehörte (abgesehen von einem Unterbruch von 1897 bis 1899). In den Jahren 1885/86 und 1915/16 war er Grossratspräsident. In den Jahren 1884 und 1885 hatte er als Verfassungsrat eine entscheidende Bedeutung bei der Ausarbeitung der neuen Kantonsverfassung. Insbesondere half er mit einem Kirchenartikel die tiefen konfessionellen Gräben zu überwinden, die seit dem Kulturkampf bestanden.
Bei den Nationalratswahlen 1884 siegte Isler im Wahlkreis Aargau-Mitte (damals galt noch das Majorzverfahren). 1890 verlor er dieses Mandat wieder, doch nur drei Wochen später wählte ihn das Kantonsparlament in den Ständerat. 1895 gehörte er zu den Gründern der Aargauer Sektion der FDP. Im Ständerat führte Isler jene Kommission an, welche in Zusammenarbeit mit seinem Freund Eugen Huber das Zivilgesetzbuch schuf. Ebenfalls massgeblich beeinflusste Isler die Ausgestaltung des Gesellschaftsrechts und der Wasserrechtsgesetzgebung. 1925 verlieh ihm die Universität Basel die Ehrendoktorwürde, 1932 zog er sich aus der Politik zurück.
Beruflich war Isler in immer grösserem Masse als Wirtschaftsjurist tätig. Ab 1885 war er Vertreter des Staates im Verwaltungsrat der Aargauischen Bank, den er ab 1891 präsidierte. Unter seiner Leitung erfolgte 1912 die Umwandlung in die öffentlich-rechtliche Aargauische Kantonalbank (AKB). Bis 1933 blieb er Verwaltungsratspräsident der AKB. Auch in den Verwaltungsräten zahlreichen weiterer Unternehmen nahm Isler Einsitz. Dazu gehören unter anderem der Schuhhersteller Bally (1908–1933), die Kraftwerke Laufenburg (1909–1932), das Aargauische Elektrizitätswerk (1916–1929), die Nordostbahn (1891–1902, ab 1896 Vizepräsident), die Gotthardbahn (1896–1909, ab 1904 Vizepräsident) und die Schweizerische Treuhandgesellschaft (1906–1934). Von 1889 bis 1892 war er darüber hinaus Präsident der Historischen Gesellschaft des Kantons Aargau.